# Bisse du Sillonin
Le bisse du Sillonin est un bisse situé dans le canton du Valais en Suisse.

## Histoire

Le bisse en 1942

Il est mentionné pour la première fois en 1368 et a été construit dans le but d'arroser les vignes et les prés des villages de Chelin et Flanthey.
Autrefois, la prise d'eau se trouvait dans la Lienne, un peu en amont du bassin de compensation des usines hydroélectriques de la Lienne.
En 1947, un petit tunnel a été creusé pour faciliter la prise dans les gorges. La partie supérieure du bisse a été abandonnée en 1971, la captation se faisant depuis lors à Tsamplan sur la conduite de l'usine de la Lienne.

## Description

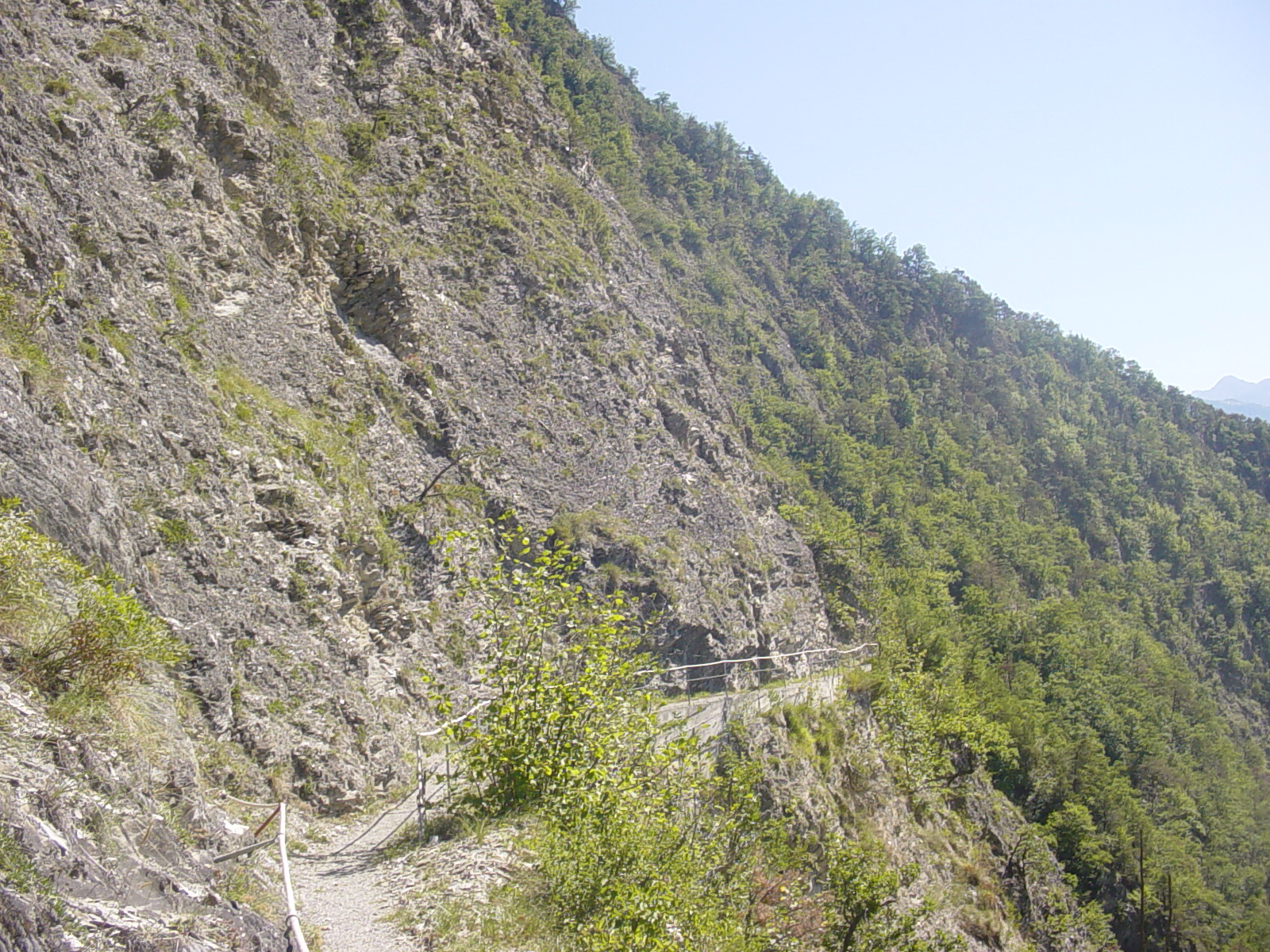
Passage vertigineux du bisse

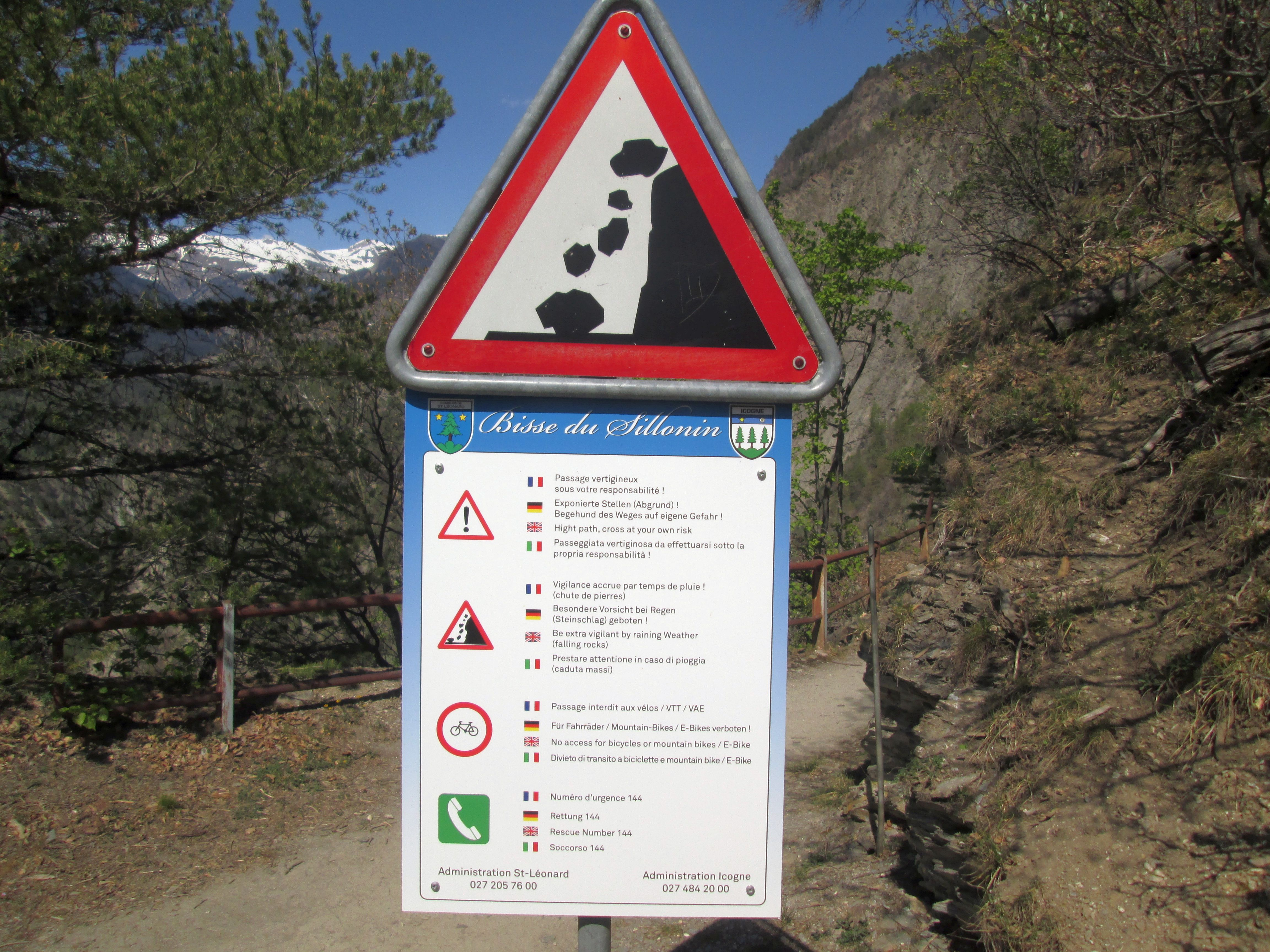
Panneau d'avertissement avant la falaise.

Ce bisse prend sa source dans la rivière de la Lienne et termine sa course dans le village de Chelin. Il est accessible depuis Chelin, Icogne et par le bisse de Clavau.
En entrant dans la paroi rocheuse dominant la Lienne, le bisse prend la forme d'un torrent et fait une chute dans les rochers. Un petit mur de pierre interrompt la cascade et dirige l'eau dans une canalisation qui traverse la falaise. On marche sur la canalisation, à flanc de falaise. Le passage est très vertigineux mais sécurisé par une main courante située du côté falaise. Une barrière sécurise en partie le côté précipice mais, à un certain moment, celle-ci s'arrête pour laisser place à un vieux grillage rouillé, quasiment perpendiculaire au ravin, n'étant donc d'aucune utilité.
L'entrée de la paroi rocheuse est marquée par des marches en bois très raides et très glissantes, surtout par temps humide. La falaise est composée de roches effritables, de ce fait les chutes de pierres sont très fréquentes. Les promenades y sont à éviter par temps pluvieux, neigeux et venteux.
Sur le versant d'en face on aperçoit, en contrebas, le bisse de Clavau.
Dès la sortie de la falaise, le bisse reprend son cours à ciel ouvert dans des auges de béton.

## Géographie
- Départ : rivière de la Lienne
- Arrivée : village de Chelin
- Longueur : 8 km

Ce bisse est alimenté en eau de mi-avril à mi-octobre.